# 釜山消防安全本部
釜山消防災難本部（プサンしょうぼうさいなんほんぶ）は、大韓民国釜山広域市を管轄区域とする消防本部である。本部は釜山広域市蓮堤区古墳路346（蓮山9洞243-24）にある。

## 沿革
- 1972年6月1日 – 釜山消防本部設置。（釜山中部（現在の中部）、釜山北部（現在の釜山鎮）、東莱の3署 [1]）
- 1991年12月13日 - 消防航空隊を新設。
- 2001年12月27日 – 特殊救助隊を新設。
- 2006年7月12日 – 釜山消防学校を新設。
- 2010年7月6日 – 特殊救助団を新設。
- 2013年7月10日 – 消防安全本部に改称[2]。
- 2019年1月9日 – 消防災難本部に改称[3]。

## 本部組織
- 消防災難本部長（消防正監）
  - 消防行政課（課長は地方消防准監。以下同じ）
  - 防護調査課
  - 救助救急課
  - 総合状況室（室長は地方消防正）
  - 災難予防担当官（地方消防正）
  - 消防監査担当官（地方消防正）
  - 特殊救助団（団長は地方消防正）
    - 特殊救助隊
    - 消防航空隊
    - 水上救助隊

  - 119安全体験館（館長は地方消防正）

## 装備
- 消防車両：367
  - ポンプ車：72
  - 水槽車：61
  - 高架・屈折車：23
  - 化学車：14
  - 救助・救急車：71
  - その他：126
- 消防ヘリ：2
- 消防艇：3

（釜山消防本部「2010年度主要業務計画」より）

## 消防署
釜山消防本部には11消防署のもと、58の119安全センター（うち11は消防署と兼用）、11救助隊、2消防艇隊がある。

### 組織
- 署長(地方消防正)
  - 聴聞監査担当官（地方消防領。釜山鎮と北部消防署のみに置く）
  - 消防行政課（課長は地方消防領。以下同じ）
  - 予防安全課
  - 救助救急課
  - 現場対応団（団長は地方消防領）
  - 119安全センター（センター長は地方消防警または地方消防尉）
  - 救助隊（隊長は地方消防警または地方消防尉）
  - 消防艇隊（隊長は地方消防警または地方消防尉）：港湾消防署に設置。

### 消防署一覧
各消防署及び所属119安全センターの名称、所属救助隊・消防艇隊の有無は以下の通り。
| 消防署       | 119安全センター                                      | 救助隊 | 消防艇隊 |
| ------------ | ---------------------------------------------------- | ------ | -------- |
| 中部消防署   | 中央、草梁、富民、忠武、昌善                         | ○      | ×        |
| 釜山鎮消防署 | 凡一、釜田、水晶、伽倻、釜岩、堂甘                   | ○      | ×        |
| 東萊消防署   | 蓮山、寿安、楊亭、温泉、社稷                         | ○      | ×        |
| 北部消防署   | 三楽、甘田、亀浦、金谷、華明、周礼、毛羅、鶴章、万徳 | ○      | ×        |
| 沙下消防署   | 新平、槐亭、下端、多大、甘川                         | ○      | ×        |
| 海雲台消防署 | 佑洞、中洞、盤如、佐洞、センタム                     | ○      | ×        |
| 金井消防署   | 釜谷、書洞、南山、盤松、山城山岳                     | ○      | ×        |
| 南部消防署   | 広安、戡蠻、大淵、龍塘、望美                         | ○      | ×        |
| 江西消防署   | 菉山、大渚、新湖、江東、智士                         | ○      | ×        |
| 機張消防署   | 鼎冠、機張、松亭、長安                               | ○      | ×        |
| 港湾消防署   | 埠頭、瀛仙、青鶴、東三                               | ○      | ○（2隊） |

## 釜山広域市消防学校
消防公務員の教育訓練を行う。学校長は消防正。下部組織として教育支援課、人材養成課（課長は地方消防領）、教育訓練チーム（チーム長は地方消防領）を置く。場所は釜山広域市北区金谷洞291-1にある。